# デュワグカー (ハノーファー市電)

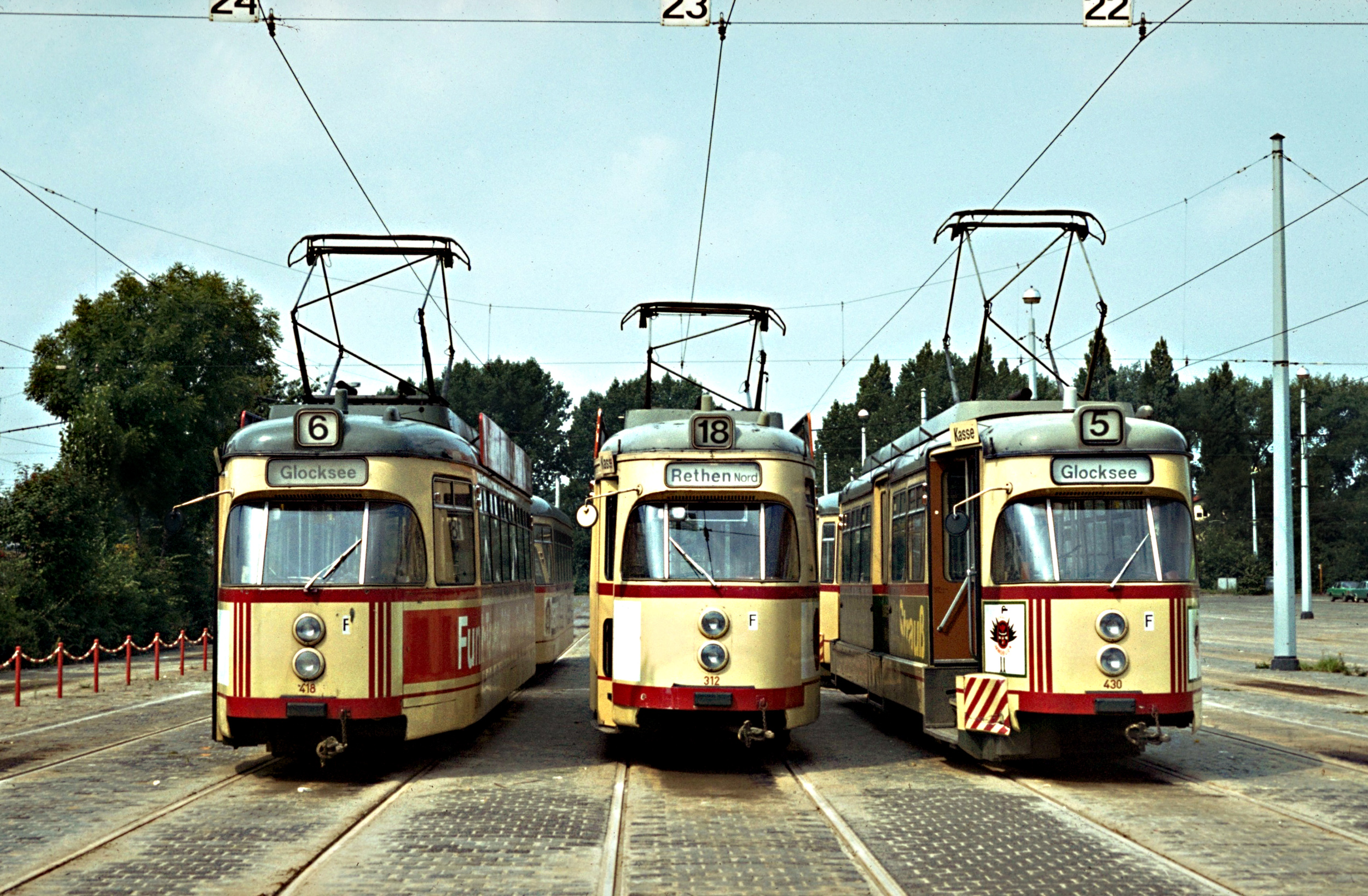
車庫に並ぶハノーファー市電のデュワグカー（1980年撮影）

この項目では、ユルディンゲン車両工場（→デュッセルドルフ車両製造→デュワグ）が開発・生産したデュワグカーと呼ばれる路面電車車両のうち、西ドイツ（現：ドイツ）の都市・ハノーファーの路面電車であるハノーファー市電で使用された車両について解説する。ハノーファー市電はデュワグカーが最初に営業運転に用いられた路線で、1950年代から1960年代にかけてボギー車や連接車が導入された。

## 導入までの経緯
第二次世界大戦を経たハノーファー市電では、戦争により破損した車両の整備が進められるのと同時に、戦時設計のクリークスシュトラーセンバーンワーゲン（Kriegsstraßenbahnwagen、KSW）や戦争の被害で廃車となった車両の部品を用い新造車体と組み合わせたアウフバウワーゲン（Aufbauwagen、Afb）といった2軸車の導入が行われた。一方、同時期に西ドイツの公共交通事業者協会（Verband öffentlicher Versicherer、VöV）は、国内外に導入された車両を参考に、2軸車よりも効率的かつ収容力が高いボギー車の開発を進めた。ハノーファー市電を運営していたハノーファー陸路事業・路面電車会社（現：ハノーファー交通会社）は積極的にこの計画に協力し、1950年には試験用として既存の旧型ボギー式付随車を改造した車両を用意した。そして1951年3月、試験や研究の成果としてユルディンゲン車両工場が製造した、後に「デュワグカー」と呼ばれる車両がハノーファーに納入され、見本市が開催された4月28日から営業運転を開始した。

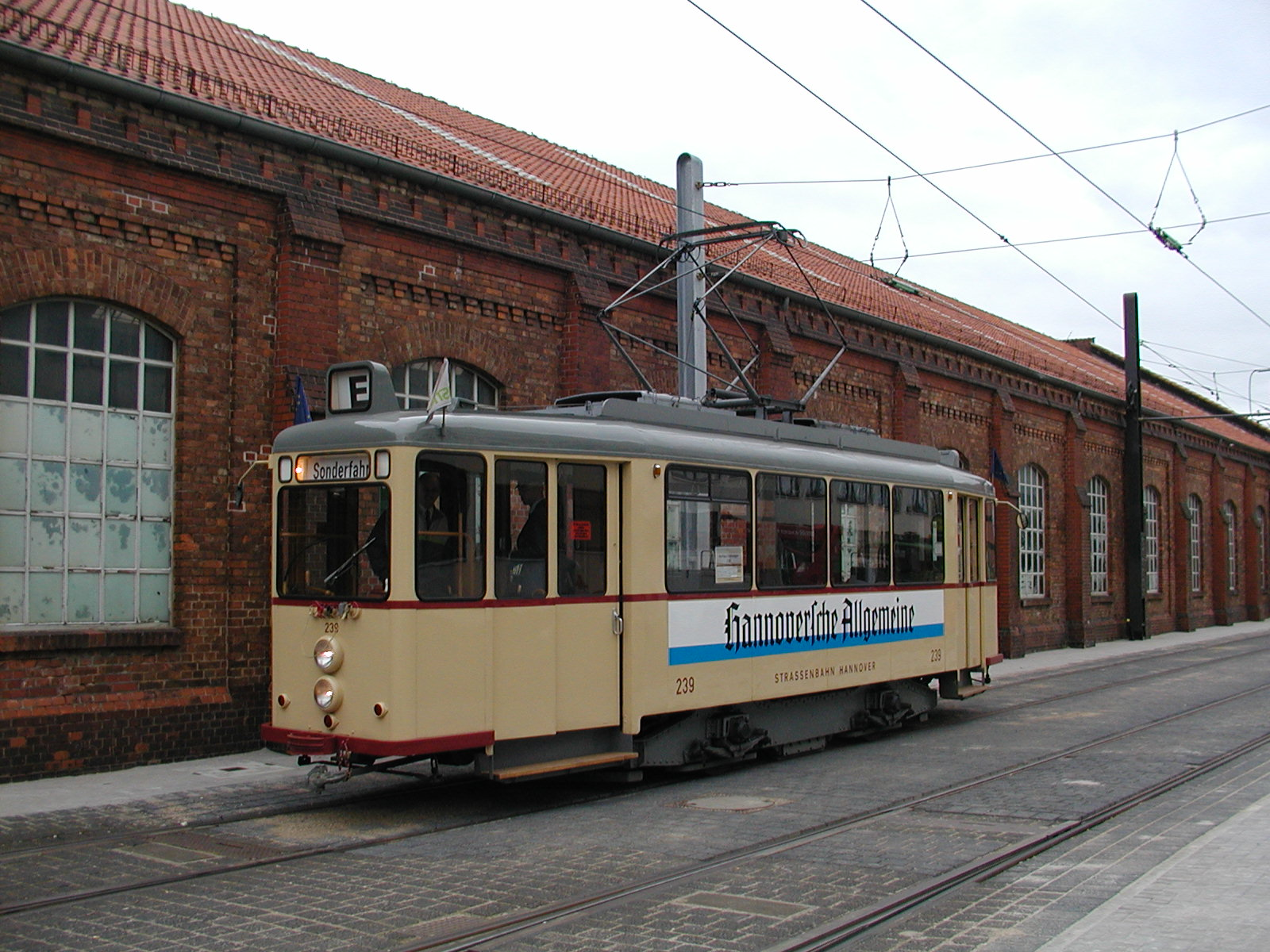
戦後に導入されたアウフバウワーゲン（2005年撮影）

## 概要
ハノーファー市電に導入されたデュワグカーは、導入時期や形態、車体寸法といった差異が存在した。以下、導入時期ごとに分けて解説する。

### 1次車（ボギー式電動車、ボギー式付随車）

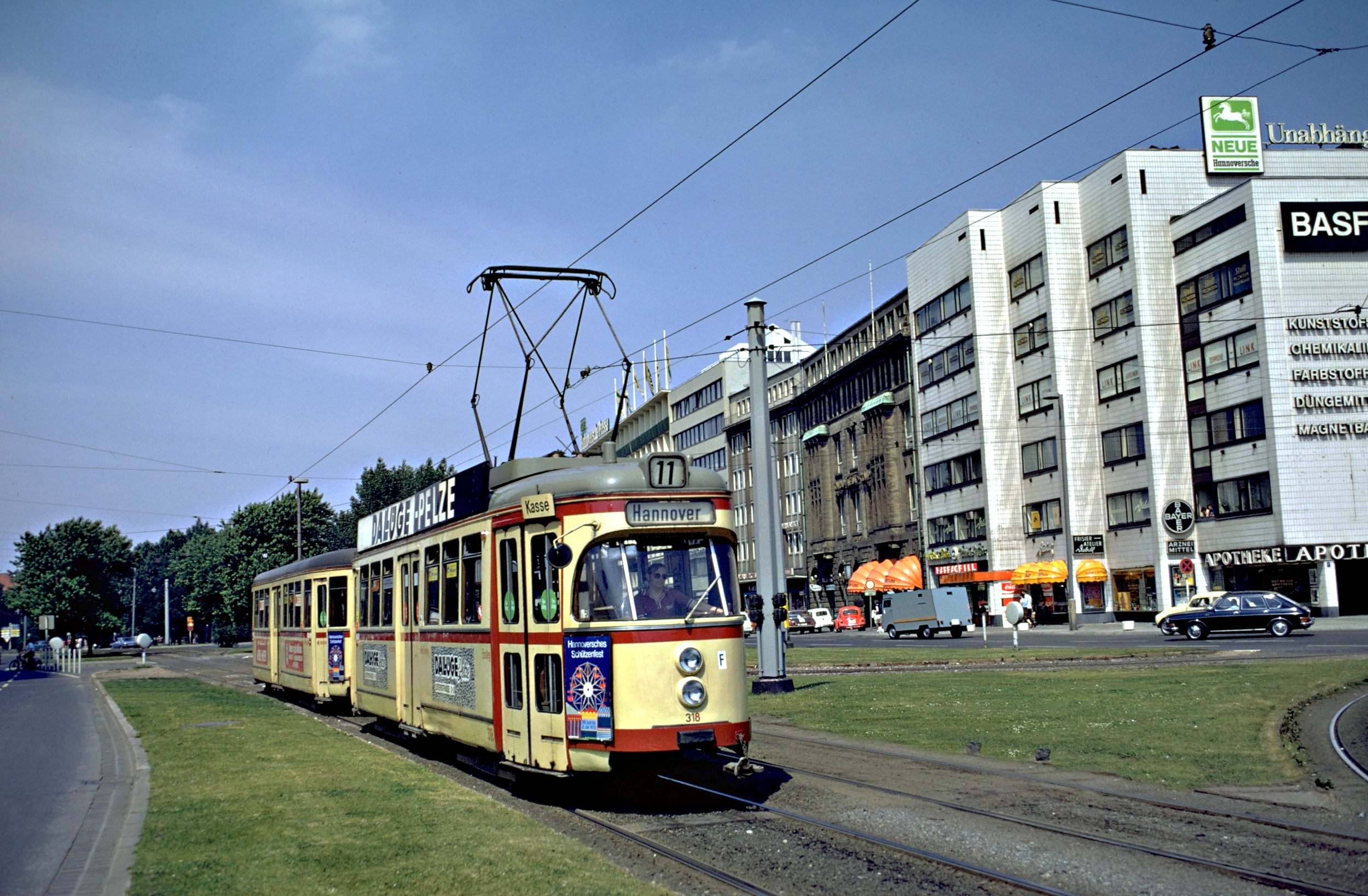
318（ワンマン化後）

ハノーファー市電に最初に導入されたのは、37両のボギー式電動車（301 - 337）と35両のボギー式付随車（1301 - 1335）で、リンケ-ホフマンとの共同生産によって1951年から1955年にかけて導入された。これらは終端にループ線が存在する系統での運用を前提にした構造で、乗降扉は車体右側にのみ設置されていた他、電動車は片側にのみ運転台が存在した。車体幅は2,200 mmであった。製造当初の電動車には各ボギー台車に50 kwの主電動機が2基設置されており、制御装置の抵抗段数は力行20段、制動17段であった。また、導入当初は車掌業務があった事から、車掌が位置する後方の扉から乗車して検札を済ませ、前方・中央の扉から降車する流れが用いられていた。台車については、最初に導入された試作車（301、1301）は1938年にエッセン（エッセン市電）に導入された車両のボギー台車の設計が流用された一方、それ以降については新規に設計された台車が用いられた。
その後、1960年代に車掌業務を廃止しワンマン運転（信用乗車方式）を導入するのに伴い、前方・後方の扉から乗車し中央の扉から降車する形に改められた事を受け、車掌台の廃止や後方の乗降扉（折り戸）の3枚から1枚への減少といった改造が行われた。以降もハノーファー各地の路面電車路線で使用されたが、老朽化やシュタットバーン化の流れにより1980年代初頭までに営業運転から撤退した。2024年現在、電動車のうち1両（336）がハノーファー・シュタットバーンの路線で動態保存されている。

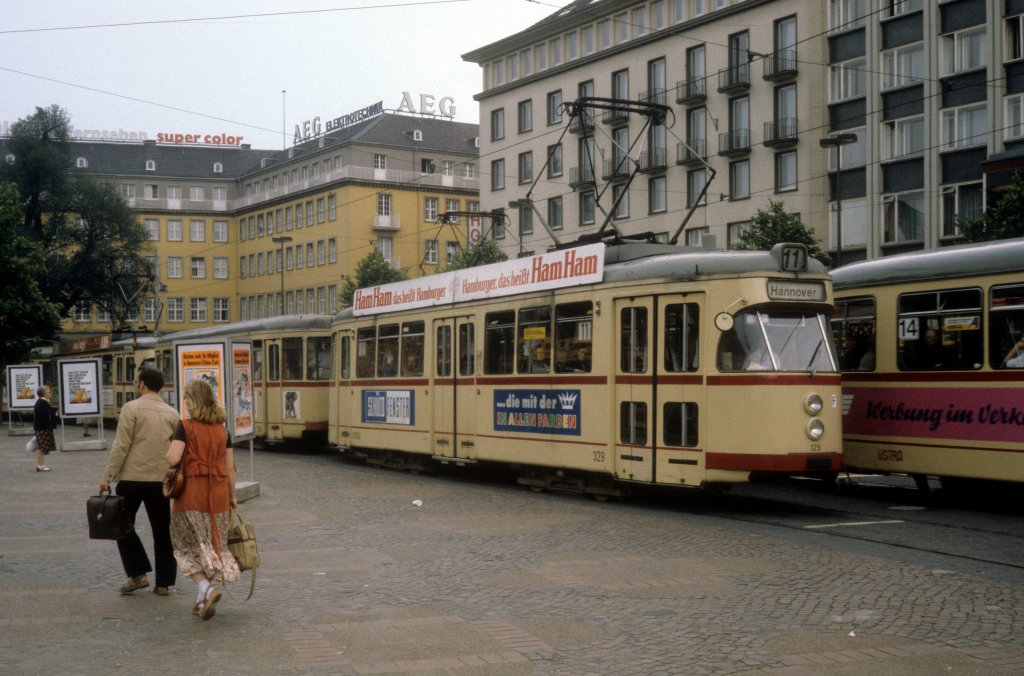
329（1981年撮影）
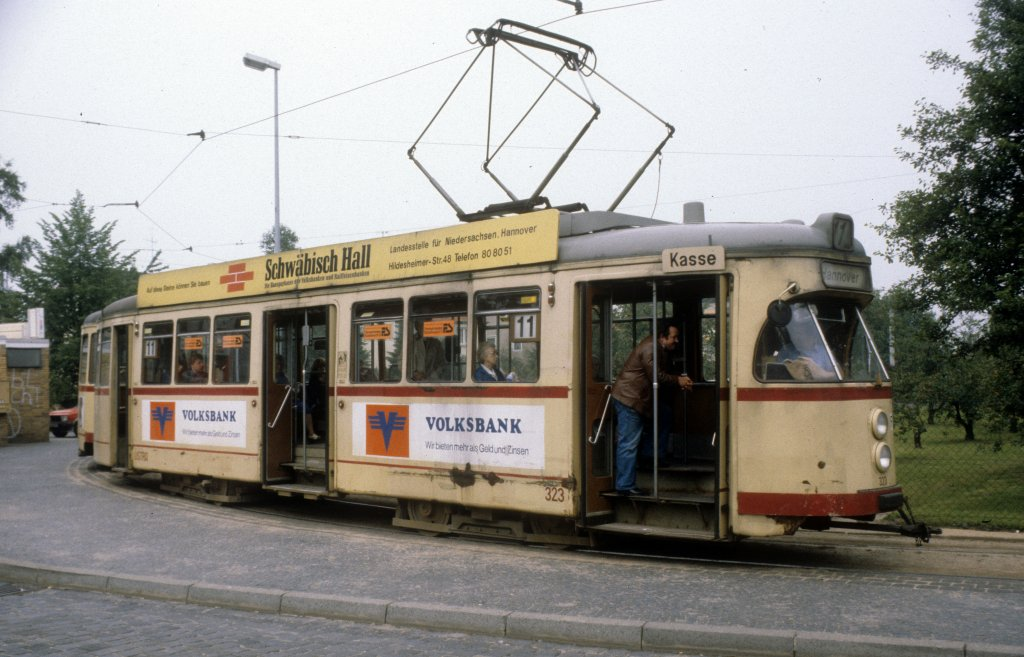
323（1981年撮影）

### 2次車（ボギー式電動車）

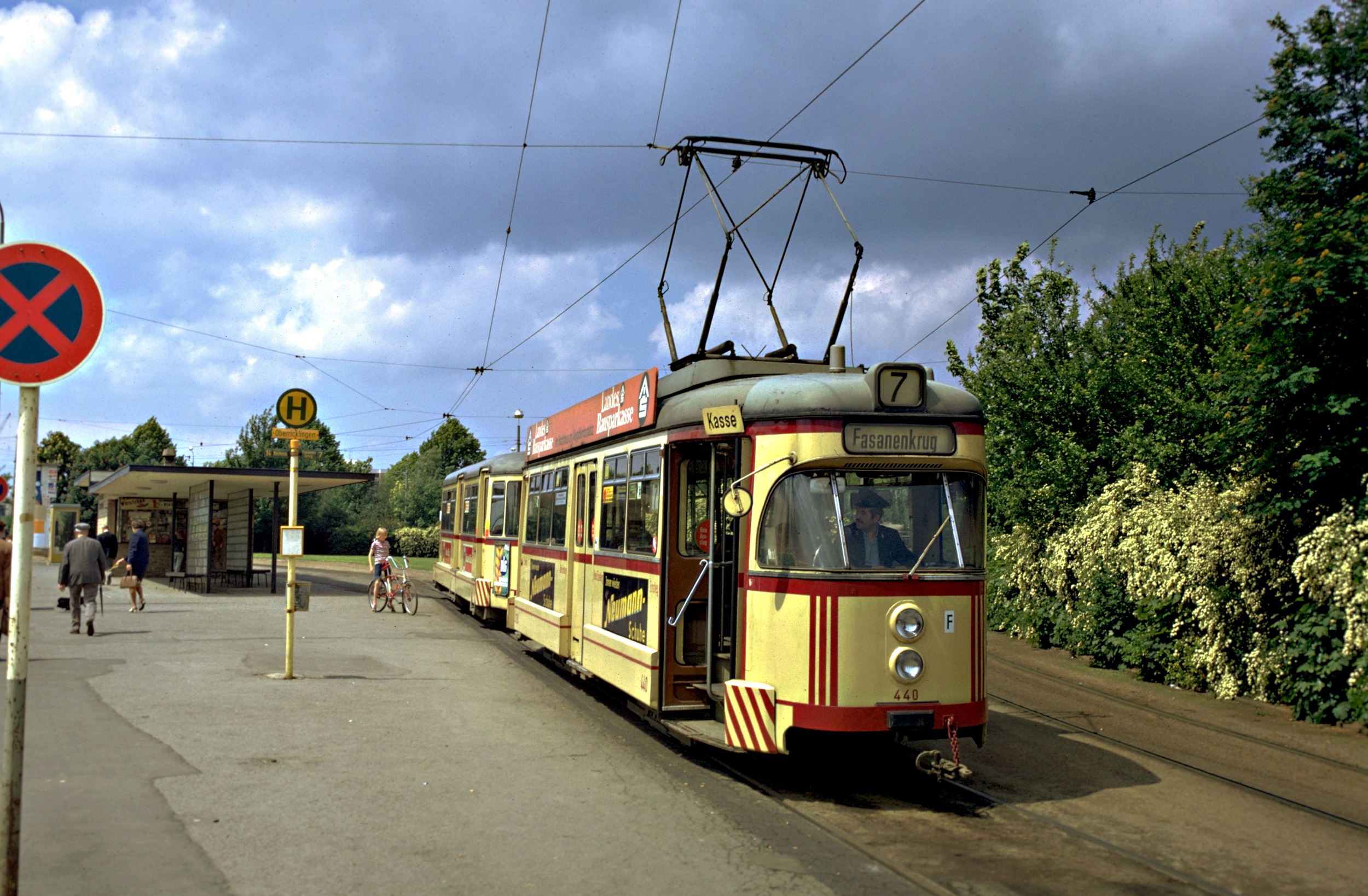
440（ワンマン化・ステップ設置後）

1956年から1960年にかけて導入されたのは、60両の運転台付きボギー式電動車（401 - 460）とその後方に連結される運転台が無い56両のボギー式電動車（2001 - 2056）で、こちらもリンケ-ホフマンとの共同生産が行われた。これらの車両は車幅が拡大し2,350 mmとなり、それを示すため運転台付きボギー式電動車の正面下部に縦線が描かれた。一方、ハノーファー市電の線形条件では1次車の出力は過剰だった事から主電動機の搭載数が減少し、車両内に1つ存在する動力台車に2基設置される形となった。また、車体の金属部品の増加など設計にも変更が生じた。
前述の1次車と同様、1960年代にはワンマン運転（信用乗車方式）への対応のため車内の改装、乗降扉の枚数の変更などの改造工事が行われた。そして、1965年に路面電車の地下化・高規格化（シュタットバーン化）が決定したのを受け、1968年に運転台が無いボギー電動車1両（2056）へ乗降扉の上方への位置変更、折り畳み式ステップの設置、建築限界が拡大した地下区間への乗り入れに備えた床下カバーの設置などの改造が施された。これらの改造は1970年代以降それ以外の車両にも実施されたが、全車は対象とならず、改造対象となった車両と未改造の車両を区別するため以下のような車両番号の再編が実施された。ただし、改造された車両による地下区間への乗り入れは行われず、廃車時まで地上区間のみの運行が行われた。
- 401 - 430 - シュタットバーン化路線への対応工事（扉位置の上方への移動など）を実施した運転台付きボギー電動車。
- 451 - 480 - 未改造の運転台付きボギー電動車。
- 1401 - 1425、1481 - シュタットバーン化路線への対応工事を施した、運転台が無いボギー電動車。1481は先に改造が実施された2056を改番した。
- 1451 - 1480 - 未改造の運転台が無いボギー電動車。

これらの車両は1980年代から1990年にかけて順次営業運転から撤退した。2024年現在、運転台付きボギー電動車1両（478）と運転台が無いボギー電動車1両（1464）がハノーファー・シュタットバーンの路線で動態保存されている他、運転台付きボギー電動車1両（427）と運転台が無いボギー電動車1両（1424）についてはハノーファー路面電車博物館で保存されている。

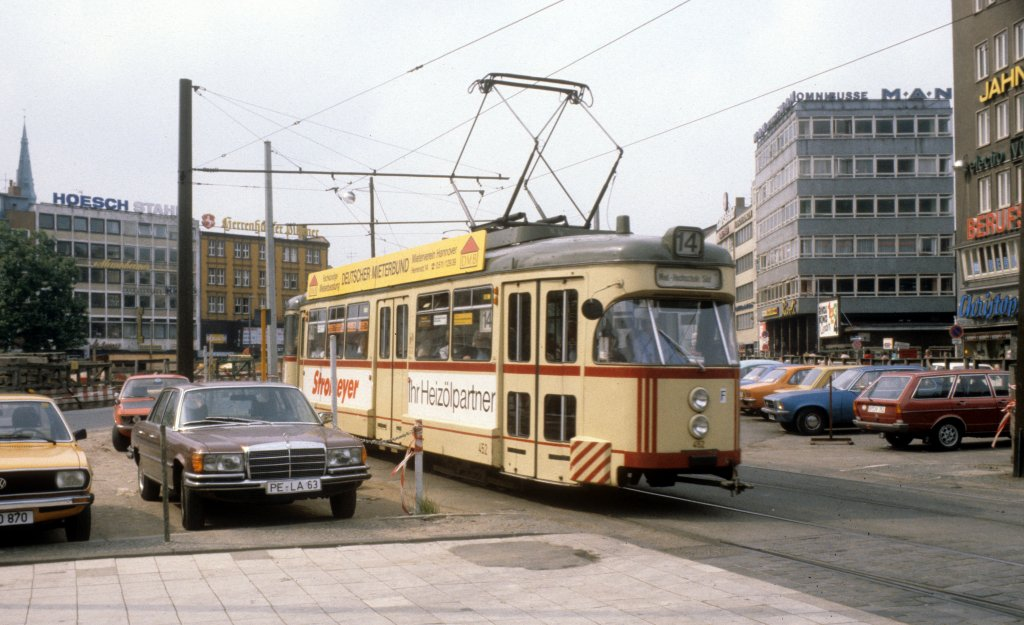
452（1981年撮影）
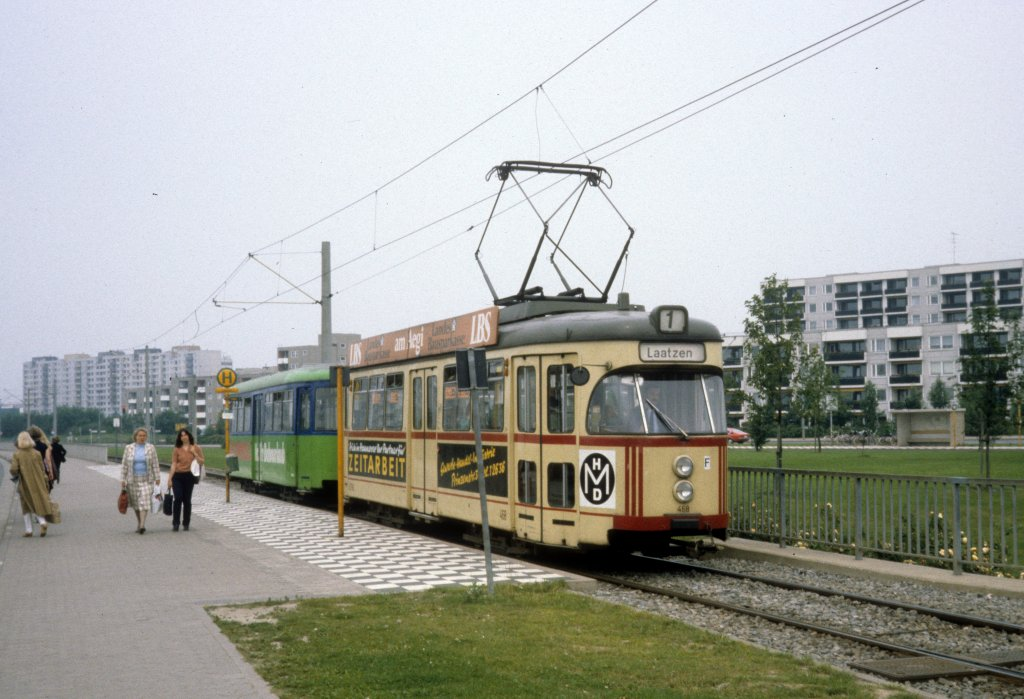
468（1981年撮影）
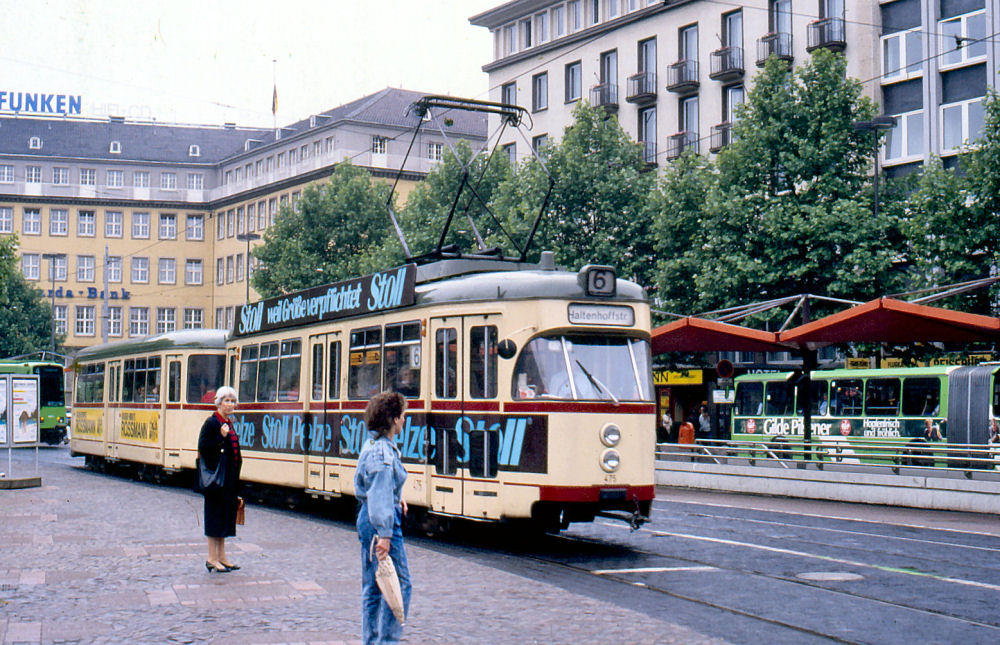
475（1988年撮影）
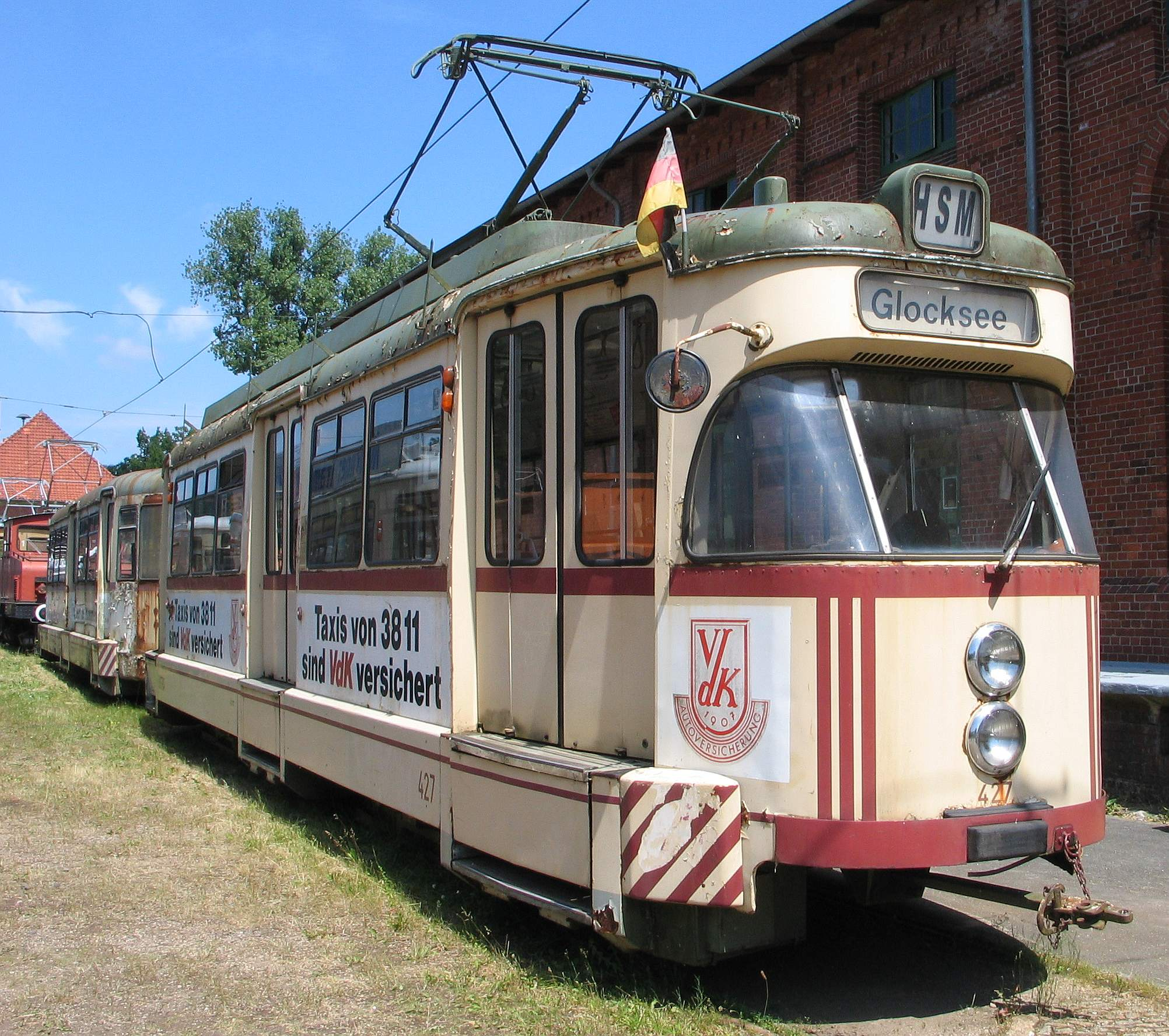
ハノーファー路面電車博物館で保存されている427（2005年撮影）

### 3次車（連節式電動車、ボギー式付随車）

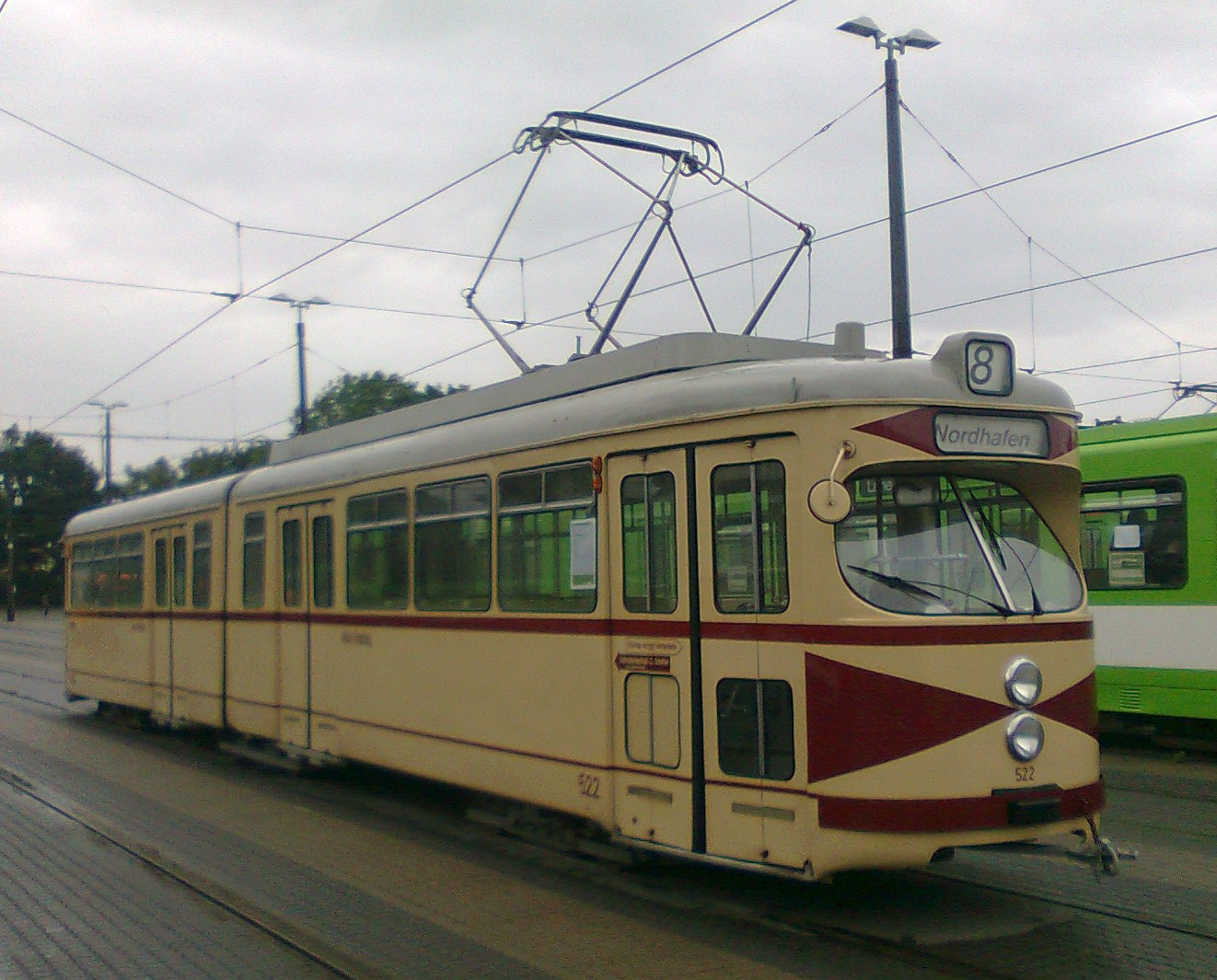
522（ワンマン化後）（2012年撮影）

1961年から1963年にかけて導入された車両は、2車体連接式電動車（501 - 522）と後方に連結されるボギー式付随車（2061 - 2080）であった。そのうち2車体連接式電動車は当時のデュッセルドルフ車両製造が各地に導入している連接車とほぼ同型であったが、前後車体の長さが異なっていた他、前方の乗降扉は製造当初1枚のみであった。車幅は2,350 mmで、2車体連接式電動車の前面には当初「口ひげ」とも称される三角形の模様が描かれていたが、後年に2次車と同じ縦棒へと変更された。
1960年代のワンマン化に伴い、2車体連接式電動車の前方乗降扉の拡大（扉枚数が2枚に増加）や車内の改造が実施された他、1974年には付随車の番号が変更された（1501 - 1520）。その後もハノーファー市内の路面電車路線で使用されたが、1996年9月に最後まで路面電車規格で残った16号線が廃止された事によって定期運用が終了し、以降も残された不定期系統での使用からも1998年をもって退いた。塗装については、1977年以降広告塗装を除いてシュタットバーン用車両（TW6000）に採用された黄緑色（ライムグリーン）に変更された。
2024年現在、2車体連接式電動車が1両（522）、ボギー式付随車が1両（1513）動態保存されている他、ハノーファー路面電車博物館にも2車体連接式電動車が1両（503）、ボギー式付随車が2両（1508、1519）保存されている。

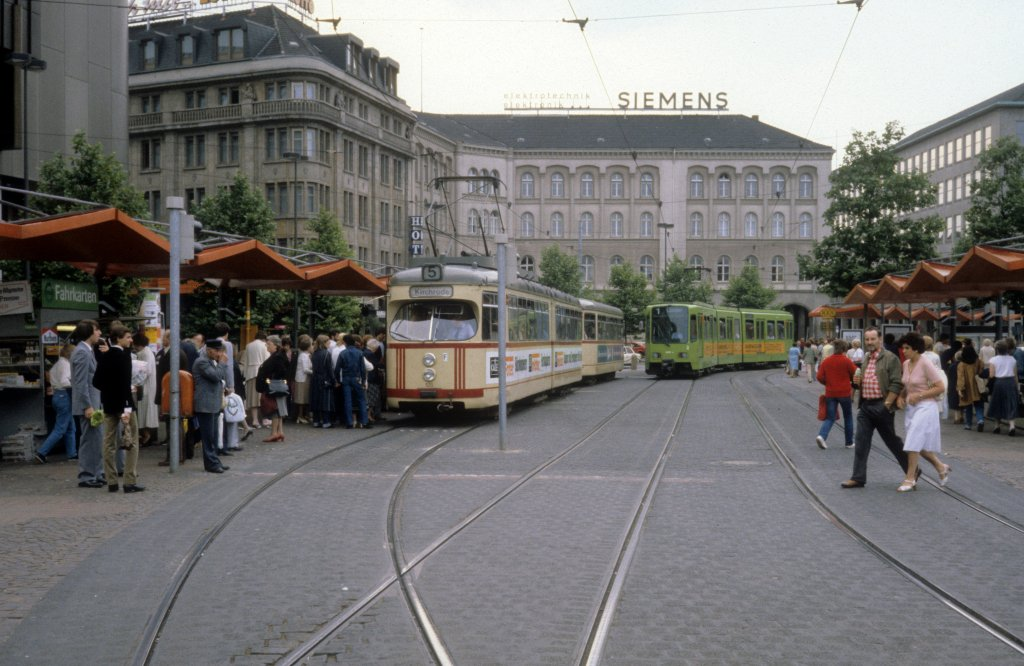
520（1981年撮影）
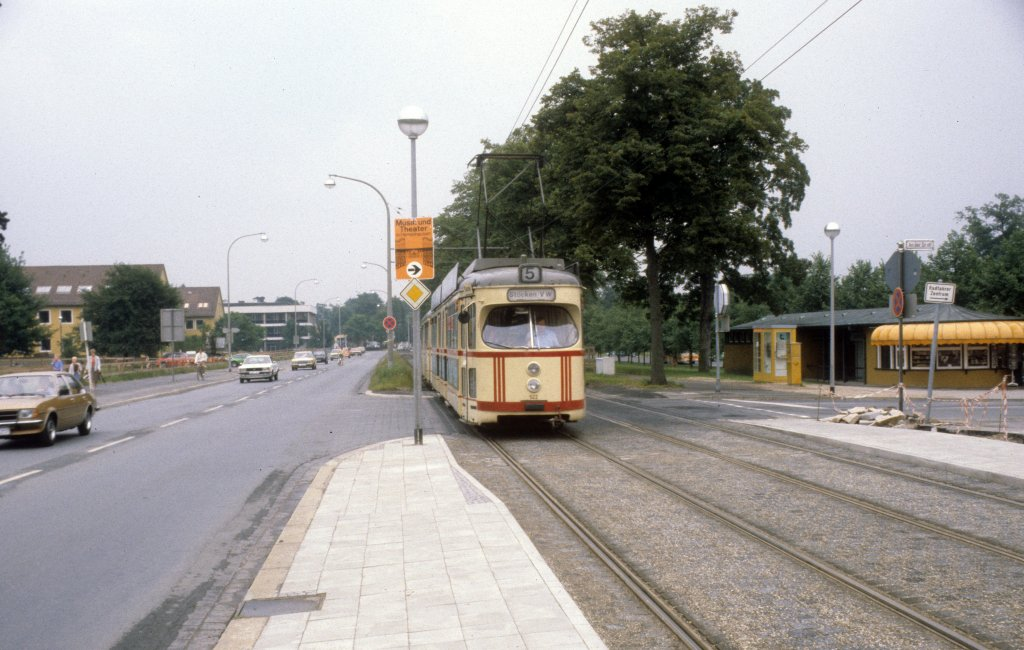
522（1981年撮影）
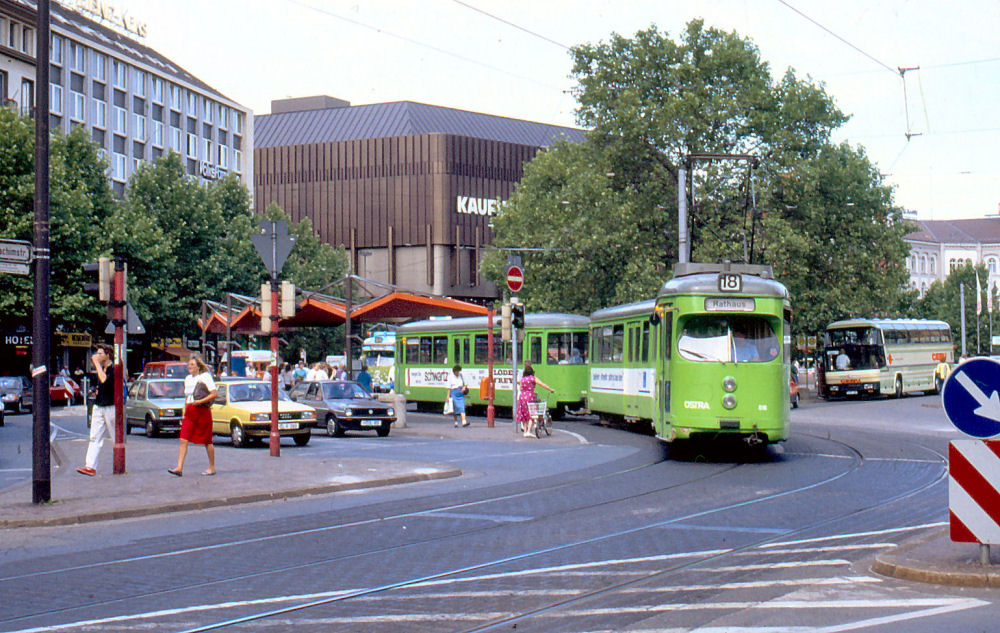
塗装変更後（1989年撮影）
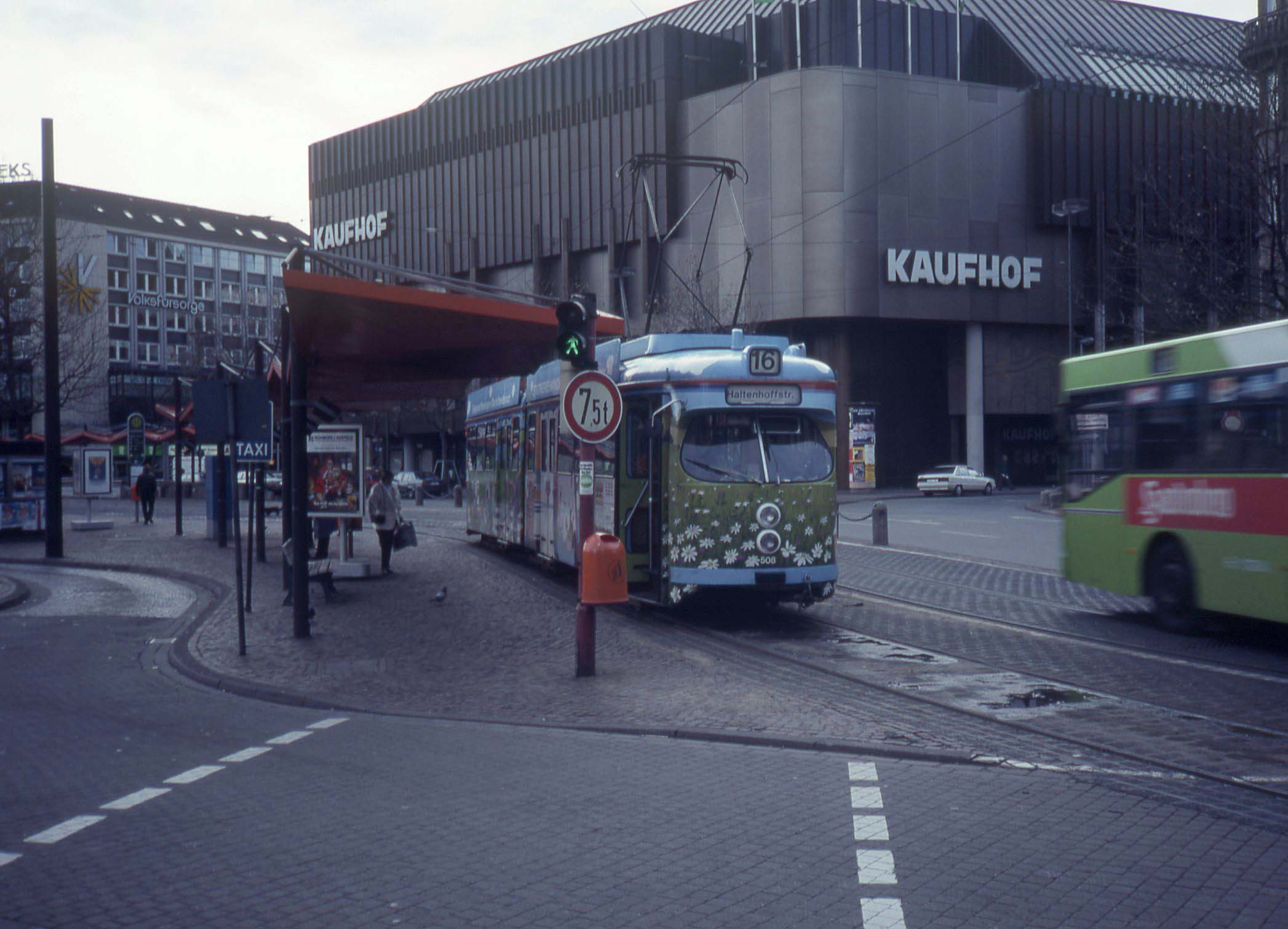
広告塗装（1990年撮影）

### 11号線向け車両
1958年5月までハノーファーとヒルデスハイムの間を結ぶ都市間系統として運行していた11号線（Rote 11）には、他の路線と規格が異なる車両が継続的に導入されており、ユルディンゲン車両工場（→デュッセルドルフ車両製造）が製造した車両についても他の車両と異なる構造が採用されていた。これらの車両は1958年の区間短縮後も11号線を中心に使用されたが、市内系統に導入されたデュワグカーへの置き換えにより廃車が行われた。

#### 715＋1524＋716
1951年に製造された車両。片運転台のボギー式電動車（715、716）がボギー式付随車（1524）を挟む3両編成での運用を基本としており、ループ線が存在しなかった11号線の規格に合わせて車体の両側に乗降扉が設置されていた。車内の座席は緑色の布張りで、長距離運用に備えた手荷物用ラックが存在した他、塗装も他系統の車両と異なり、上半分がクリーム色、下半分が赤色という塗装になっていた。また、付随車（1524）はデュッセルドルフの都市間系統に導入されていた食堂車に影響される形で供食設備が設置されていたが、利用率は芳しくなく1956年に撤去された。
1958年の11号線の区間短縮を経て、1965年以降実施されたワンマン化工事によって車体左側の乗降扉の撤去を始めとした改造が行われた。また、車両番号の変更も実施された（715→341、716→342、1524→1341）一方、布張りの座席や乗降扉の枚数、ボギー式電動車の前面形状など他の車両との差異が存在した。1980年代前半までに営業運転を終了した。これらの車両のうち、2024年時点で現存するのは電動車（341）と付随車（1341）で、ハノーファー路面電車博物館に保存されている。

#### 717＋1525＋718
715＋1524＋716の運用実績を基に1954年から設計が行われ、1956年に納入された車両。こちらも片運転台のボギー式電動車（717、718）がボギー式付随車（1525）を挟みこむ3両編成での運用が可能な構造であったが、運転台が無い連結面には扉が設置され、検札時の車掌の車両間の往来が容易となった。また、車体長が短くなり定員数も減少したほか、出力についても先の編成で過剰さが指摘された事から動力台車はボギー式電動車の運転台側に1基のみ設置される形となった。前面形状については1951年以降製造された市内系統向け車両と同一のデザインに改められた。中間車には製造当初から供食設備は搭載されていなかった。
1958年の11号線の区間短縮以降、ボギー式電動車は付随車を外した2両編成での運用が基本となった。その後、1971年にワンマン化改造を受けた際、左側の乗降扉の撤去を始めとした工事に加え、後方に連結されていた718については運転台が撤去された。また、車両番号についても変更が行われた（717→351、718→1351）。一方、付随車（1525）についてはそれに先立つ1965年に一連のワンマン化改造が行われ、車両番号も変更された（1342）。
1977年に廃車された後、ドイツ路面電車博物館（現：ハノーファー路面電車博物館）へ移送されたが、屋外での放置が長く続いた結果劣化が進んだ事で解体されたため、2024年時点で現存しない。